# SF-1 SNES TV
La SF-1 SNES TV (スーパーファミコンテレビSF1) est une télévision produite par Sharp Corporation durant les années 1990 qui incluait une Super Nintendo.